# Maryland State Route 291
Die Maryland State Route 291 (kurz MD 291) ist eine State Route im US-Bundesstaat Maryland, die in Ost-West-Richtung verläuft.
Die State Route beginnt an der Maryland State Route 20 in Chestertown und endet nach 30 Kilometern in Millington an der Grenze zu Delaware. Nach der Grenze wird sie zur Delaware State Route 6.

## Verlauf
Nach der Abzweigung von State Route 20 östlich der Radcliffe Mill durchquert die MD 291 die Stadt Chestertown auf der Morgnec Road und trifft an der Kreuzung mit der Washington Avenue auf die Maryland State Route 213. Die Straße verlässt den Ort in östlicher Richtung parallel zum Chester River. In der River Road südwestlich von Chesterville zweigt zunächst die State Route 298 in nördlicher Richtung ab, bevor für etwa einen Kilometer die Maryland State Route 290 die Trasse der MD 291 nutzt und sie in Richtung Chesterville verlässt.
Westlich von Millington überquert die Straße die Trasse des U.S. Highways 301, die indirekt über Anschlussstellen an der State Route 701A in südlicher Richtung und an der State Route 701 in Richtung Norden erreichbar ist. Im Zentrum der Ortschaft Millington trifft die MD 291 auf die Maryland State Route 313 und endet östlich des Ortes nach 30 Kilometern an der Delaware State Route 6.